# Vöran
Vöran (wł. Verano) – miejscowość i gmina we Włoszech, w regionie Trydent-Górna Adyga, w prowincji Bolzano (Tyrol Południowy).
Liczba mieszkańców gminy wynosi 917 (dane z roku 2009). Język niemiecki jest językiem ojczystym dla 98,93%, włoski dla 0,59%, a ladyński dla 0,47% mieszkańców (2001).